# Gregory Ratoff
Gregory Ratoff (Samara, 20 de abril de 1893 - Soleura, 14 de dezembro de 1960) foi um ator, produtor e cineasta estadunidense de origem russa. No cinema o seu papel mais conhecido foi como o produtor Max Fabian em All About Eve (1950).